# Melincourt
Melincourt – miejscowość i gmina we Francji, w regionie Burgundia-Franche-Comté, w departamencie Górna Saona.
Według danych na rok 1990 gminę zamieszkiwały 233 osoby, a gęstość zaludnienia wynosiła 16 osób/km² (wśród 1786 gmin Franche-Comté Melincourt plasuje się na 514. miejscu pod względem liczby ludności, natomiast pod względem powierzchni na miejscu 222.).